# František Bohumil Škorpil
František Bohumil Škorpil, (30. května 1866 Škvorec – 19. dubna 1943 Praha) byl český pedagog, kartograf a historik.

## Život
František Bohumil Škorpil se narodil ve Škvorci (dnešní okres Praha-východ). 13. 9. 1890 se v pražském chrámu Panny Marie před Týnem oženil. S manželkou Marií, rozenou Stříbrnou (*1869) měl celkem 6 dětí, z toho 4 dcery. Rodina žila nejprve v Kladně, později v Praze VII. - Bubenči.
V roce 1890 se stal definitivním podučitelem na Kladně, od roku 1899 byl stanoven podučitelem v Holešovicích, kde se v roce 1903 stal odborným učitelem na měšťanské škole.
Jeho mimoučitelské dílo postupně měnilo svoje zaměření - od historicko geografických publikací, přes učebnice a učební pomůcky až po vydávání map a atlasů, kterým se věnoval zejména v závěrečné etapě svého života

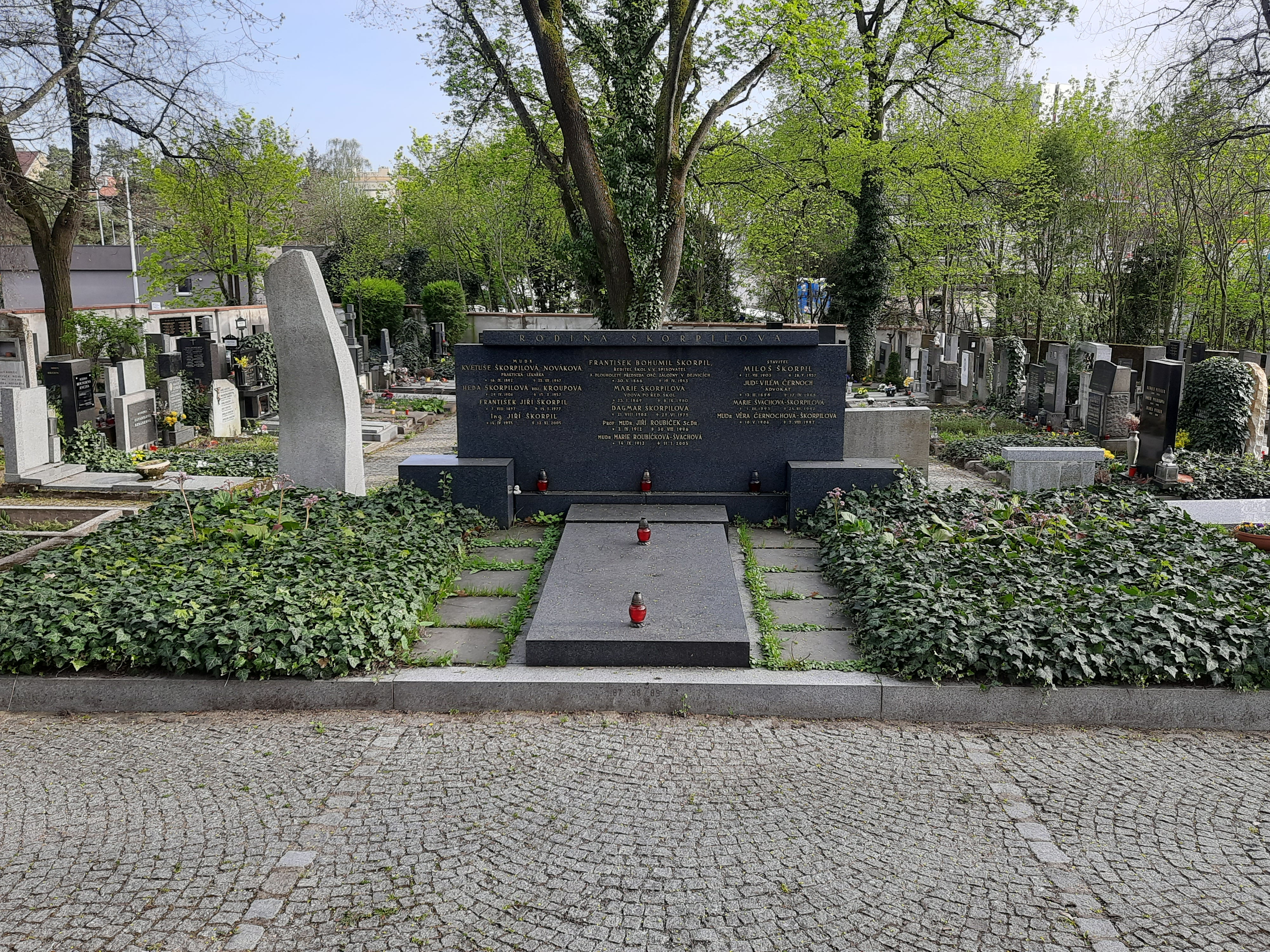
Rodinná hrobka na Šáreckém hřbitově

Po odchodu do důchodu zůstal velice aktivní. Byl členem výboru Občanské záložny v Dejvicích, později se stal jejím ředitelem. V roce 1930 začal vydávat mapy pro automobilisty v měřítku 1:200 000. Zájem o automobilismus projevoval i přednáškami v rozhlase o bezpečnosti dopravy a čtení map.
Zemřel roku 1943 v Praze a byl pohřben v rodinné hrobce na zdejším Šáreckém hřbitově.

## Dílo

### Historické publikace
- Popis okresního hejtmanství kladenského (nákladem vlastním, Kladno, 1895)[8]
- Paměti chrámu Kladenského - ve prospěch zbudování nového chrámu Páně (Nákladem spolku pro zbudování nového chrámu Páně, Kladno, 1897)

### Školní učebnice
- Cvičení mluvnická a větoslovná. III., pro třetí třídu škol měšť. (spolu s Antonínem Kamarýtem, vydal Fr. A. Urbánek, Praha, 1901)
- Cvičení mluvnická a větoslovná. I, Pro první tř. škol měšťan. (spolu s Antonínem Kamarýtem, vydal Fr. A. Urbánek, Praha, 1901)
- Cvičení mluvnická a větoslovná. II, Pro druhou tř. škol měšťan. (spolu s Antonínem Kamarýtem, vydal Fr. A. Urbánek, Praha, 1902)

### Mapy a atlasy
- Palestina : K Pohledu na Palestinu od B. Javůrka (spolu s B. Javůrkem, vydal B. Javůrek, Praha, 1901)
- Zeměpisný atlas pro školy obecné (Státní nakladatelství, Praha, 1924)[p 1]
- F.B. Škorpila Zeměpisný atlas pro měšťanské školy (Státní nakladatelství, Praha, 1928 a 1934)[p 2]
- Mapa okresu kladenského (Učitelské organisace, Kladensko, 1933)
- Škorpilovy Silniční mapy republiky Československé (Vydala Dagmar Škorpilová, Praha, 1935?)
- Československá republika, cvičná fysikální mapa (Měřítko 1:480 000, Státní nakladatelství, Praha, asi 1937)
- Německá říše ze Škorpilova Zeměpisného atlasu pro školy měšťanské (Měřítko 1:3 250 000, Státní nakladatelství, Praha, 1937)
- Norsko, Švédsko, Finsko, Estonsko, Lotyšsko a Litva (ze Škorpilova Zeměpisného atlasu pro školy měšťanské, měřítko 1:7 500 000, Státní nakladatelství, Praha, 1937)
- Polokoule ze Škorpilova Zeměpisného atlasu pro školy měšťanské (Měřítko na rovníku 1:100 000 000, Státní nakladatelství, Praha, 1937)
- Poloostrov Apeninský a Balkánský ze Škorpilova Zeměpisného atlasu pro školy měšťanské (Měřítko 1:5 000 000, Státní nakladatelství, Praha, 1937) Zobrazení exemplářů s možností jejich objednání
- Poloostrov pyrenejský ze Škorpilova Zeměpisného atlasu pro školy měšťanské, schváleného ... : (Měřítko 1:5000000 / František Škorpil Škorpil, František Bohumil, 1866–1943 V Praze : Státní nakladatelství, 1937) Zobrazení exemplářů s možností jejich objednání
- Rakousko, Maďarsko, Švýcarsko ze Škorpilova Zeměpisného atlasu pro školy měšťanské (Státní nakladatelství, Praha, 1937) Zobrazení exemplářů s možností jejich objednání
- Rusko a Turecko ze Škorpilova Zeměpisného atlasu pro školy měšťanské (Státní nakladatelství, Praha, 1937)
- Velká Británie a Irsko ze Škorpilova Zeměpisného atlasu pro školy měšťanské (Měřítko 1:5 000 000, Státní nakladatelství, Praha, 1937)

Řada Škorpilových školních map a atlasů byla též vydána v němčině, slovenštině a maďarštině. Hospodářské a průmyslové mapy Československa zůstaly po roce 1939 (po vzniku Protektorátu) nevydané.

## Zajímavost
V letech 1903–1914 vydával František Bohumil Škorpil odborný časopis Revue učebních pomůcek. Přesto, že vydával vlastním nákladem a časopis byl prodělečný, vzniklo celkem 12 (!) ročníků. Uváděl zde oznámení a recenze vydaných učebnic i popisy a vyobrazení
nových učebních pomůcek.